# Nikhom Kham Soi (huyện)
Nikhom Kham Soi (tiếng Thái: นิคมคำสร้อย) là một huyện (amphoe) của tỉnh Mukdahan, đông bắc Thái Lan.

## Địa lý
Các huyện giáp ranh (từ phía tây theo chiều kim đồng hồ) là Nong Sung, Mueang Mukdahan và Don Tan của tỉnh Mukdahan, và Loeng Nok Tha của tỉnh Yasothon.

## Lịch sử
Tiểu huyện (King Amphoe) được thành lập ngày 2 tháng 6 năm 1975, khi 5 tambon Nikhom Kham Soi, Na Kok, Na Udom, Nong Waeng và Kok Daeng được tách khỏi Mukdahan district. Đơn vị này đã được nâng cấp thành huyện ngày 25 tháng 3 năm 1979. Khi tỉnh Mukdahan được lập năm 1982, Nikhom Kham Soi thuộc tỉnh mới.

## Hành chính
Huyện này được chia thành 7 phó huyện (tambon), các đơn vị này lại được chia ra thành 79 làng (muban). Nikhom Kham Soi là một thị trấn (thesaban tambon) nằm trên một phần của the tambon Nikhom Kham Soi, Na Kok và Chok Chai. Có 7 Tổ chức hành chính tambon.
| STT | Tên             | Tên tiếng Thái | Số làng | Dân số |  |
| --- | --------------- | -------------- | ------- | ------ |  |
| 1.  | Nikhom Kham Soi | นิคมคำสร้อย      | 14      | 8.541  |  |
| 2.  | Na Kok          | นากอก          | 13      | 5.278  |  |
| 3.  | Nong Waeng      | หนองแวง        | 11      | 7.574  |  |
| 4.  | Kok Daeng       | กกแดง          | 13      | 5.119  |  |
| 5.  | Na Udom         | นาอุดม          | 12      | 8.273  |  |
| 6.  | Chok Chai       | โชคชัย          | 9       | 4.367  |  |
| 7.  | Rom Klao        | ร่มเกล้า         | 7       | 3.073  |  |